# Wiktor Alexandrowitsch Bobrow
Wiktor Alexandrowitsch Bobrow (russisch Виктор Александрович Бобров; * 1. Januar 1984 in Nowotscheboksarsk, Russische SFSR) ist ein russischer Eishockeyspieler, der zuletzt beim HK Spartak Moskau in der Kontinentalen Hockey-Liga unter Vertrag stand und ab 2017 bei Chimik Woskressensk eingesetzt wurde.

## Karriere
Wiktor Bobrow begann seine Karriere als Eishockeyspieler in der Nachwuchsabteilung des HK ZSKA Moskau, in der er bis 2002 aktiv war. Anschließend wurde er im NHL Entry Draft 2002 in der fünften Runde als insgesamt 146. Spieler von den Calgary Flames ausgewählt, für die er allerdings nie spielte. Stattdessen lief der Flügelspieler von 2002 bis 2004 in der Wysschaja Liga, der zweiten russischen Spielklasse, für die Profimannschaft von Elemasch Elektrostal – zur Saison 2003/04 in Kristall Elektrostal umbenannt – auf. Zur Saison 2004/05 kehrte der Linksschütze zu ZSKA Moskau zurück, kam jedoch nur für dessen zweite Mannschaft in der drittklassigen Perwaja Liga zum Einsatz, weshalb er die Saison 2005/06 beim HK Dmitrow in der Wysschaja Liga verbrachte. 
Im Sommer 2006 unterschrieb Bobrow einen Vertrag bei Chimik Woskressensk aus der Wysschaja Liga. Mit seiner Mannschaft stieg der Russe in der Saison 2007/08 als Zweitligameister in die neu gegründete Kontinentale Hockey-Liga auf. In der Saison 2008/09 erzielte er in 55 Spielen vier Tore und gab 15 Vorlagen. Anschließend musste sich Chimik aus finanziellen Gründen aus der KHL zurückziehen. Bobrow blieb jedoch in der KHL und wechselte zur Saison 2009/10 zu Witjas Tschechow, für das er bis 2011 auf dem Eis stand.
Im Sommer 2011 wurde Bobrow von Atlant Moskowskaja Oblast verpflichtet und absolvierte bis Dezember 2012 68 KHL-Partien für den Klub, ehe er an den HK Sibir Nowosibirsk abgegeben wurde. Für Sibir spielte er bis Ende Januar 2013 und wechselte anschließend zum HK Spartak Moskau.
Nach der Saison 2013/14 kehrte er zu Sibir zurück und gehörte dort in den folgenden zwei Spieljahren zum Stammpersonal. Nach der Saison 2015/16 erhielt er keinen neuen Vertrag bei Sibir und wechselte daher zurück zu Spartak Moskau.

## Erfolge und Auszeichnungen
- 2008 Meister der Wysschaja Liga und Aufstieg in die KHL mit Chimik Woskressensk

## KHL-Statistik
(Stand: Ende der Saison 2015/16)